# Involutinida
Involutinida es un orden de foraminíferos (clase Foraminiferea, o Foraminifera), tradicionalmente considerado suborden Involutinina del orden Foraminiferida. Su rango cronoestratigráfico abarca desde el Pérmico hasta el Cenomaniense (Cretácico superior).

## Descripción
Involutinida incluye a un grupo extinto de foraminíferos bentónicos que presentaban una concha caracterizada por un prolóculo seguido de una segunda cámara tubular enrollada. La pared de la concha era calcárea, originalmente de aragonito pero generalmente recristalizada con una estructura microgranular homogénea, perforada y radial. Presentaban engrosamientos lamelares o estructuras en forma de pilares en la región umbilical, en uno o en ambos lados.

## Clasificación
Involutinida incluye a las siguientes superfamilias:
- Familia Involutinidae
- Familia Hirsutospirellidae
- Familia Planispirillinidae
- Familia Ventrolaminidae